# Campeonato Roraimense 2019
El Campeonato Roraimense de 2019 fue la 64ª edición del campeonato de fútbol del estado de Roraima. El Campeonato comenzó el 16 de marzo y terminó el 15 de mayo, contó con la participación de 6 clubes. El campeón garantizó una plaza en la Copa de Brasil 2020, Copa Verde 2020 y los dos primeros colocados disputaron la Serie D de 2020.

## Participantes[1]
| Equipos participantes | Equipos participantes | Equipos participantes |
| --------------------- | --------------------- | --------------------- |
| Atlético Roraima      | Baré                  | GAS                   |
| Náutico               | Rio Negro             | São Raimundo          |

## Primera fase (Taça Boa Vista)
| Equipo           | Pts | PJ | PG | PE | PP | GF | GC | Dif. |
| ---------------- | --- | -- | -- | -- | -- | -- | -- | ---- |
| São Raimundo     | 15  | 5  | 5  | 0  | 0  | 21 | 2  | +19  |
| Atlético Roraima | 12  | 5  | 4  | 0  | 1  | 11 | 7  | +4   |
| GAS              | 7   | 5  | 2  | 1  | 2  | 10 | 11 | –1   |
| Baré             | 6   | 5  | 2  | 0  | 3  | 7  | 6  | +1   |
| Rio Negro        | 2   | 5  | 0  | 2  | 3  | 5  | 14 | –9   |
| Náutico          | 1   | 5  | 0  | 1  | 4  | 2  | 16 | –14  |

| Fecha       | Hora  | Partido          | Partido | Partido          |
| ----------- | ----- | ---------------- | ------- | ---------------- |
| 16 de marzo | 17:00 | Rio Negro        | 1-2     | Atlético Roraima |
| 16 de marzo | 19:00 | Náutico          | 0-1     | Baré             |
| 19 de marzo | 18:30 | GAS              | 0-4     | São Raimundo     |
| 19 de marzo | 20:45 | Baré             | 3-0     | Rio Negro        |
| 23 de marzo | 17:00 | São Raimundo     | 5-0     | Rio Negro        |
| 23 de marzo | 19:00 | GAS              | 3-0     | Náutico          |
| 26 de marzo | 18:30 | GAS              | 3-2     | Baré             |
| 26 de marzo | 20:45 | Náutico          | 0-4     | Atlético Roraima |
| 30 de marzo | 17:00 | Atlético Roraima | 2-1     | GAS              |
| 30 de marzo | 19:00 | Baré             | 0-1     | São Raimundo     |
| 2 de abril  | 18:30 | Rio Negro        | 3-3     | GAS              |
| 2 de abril  | 20:45 | São Raimundo     | 7-1     | Náutico          |
| 6 de abril  | 17:00 | Rio Negro        | 1-1     | Náutico          |
| 6 de abril  | 19:00 | Baré             | 1-2     | Atlético Roraima |
| 9 de abril  | 20:00 | Atlético Roraima | 1-4     | São Raimundo     |

### Final
| Fecha       | Hora  | Partido      | Partido | Partido          |
| ----------- | ----- | ------------ | ------- | ---------------- |
| 13 de abril | 17:00 | São Raimundo | 3-1     | Atlético Roraima |

### Campeón
| Taça Boa Vista 2019                 |
| ----------------------------------- |
| São Raimundo-RR Campeón (7º título) |

## Segunda fase (Taça Roraima)

### Grupo A
| Equipo           | Pts | PJ | PG | PE | PP | GF | GC | Dif. |
| ---------------- | --- | -- | -- | -- | -- | -- | -- | ---- |
| GAS              | 6   | 2  | 2  | 0  | 0  | 3  | 0  | +3   |
| Atlético Roraima | 3   | 2  | 1  | 0  | 1  | 2  | 2  | 0    |
| Náutico          | 0   | 2  | 0  | 0  | 2  | 1  | 4  | -3   |

| Fecha       | Hora  | Partido | Partido | Partido          |
| ----------- | ----- | ------- | ------- | ---------------- |
| 16 de abril | 18:30 | GAS     | 2-0     | Náutico          |
| 20 de abril | 17:00 | Náutico | 1-2     | Atlético Roraima |
| 23 de abril | 18:30 | GAS     | 1-0     | Atlético Roraima |

### Grupo B
| Equipo       | Pts | PJ | PG | PE | PP | GF | GC | Dif. |
| ------------ | --- | -- | -- | -- | -- | -- | -- | ---- |
| Baré         | 2   | 2  | 0  | 2  | 0  | 1  | 1  | 0    |
| São Raimundo | 2   | 2  | 0  | 2  | 0  | 2  | 2  | 0    |
| Rio Negro    | 2   | 2  | 0  | 2  | 0  | 3  | 3  | 0    |

| Fecha       | Hora  | Partido      | Partido | Partido      |
| ----------- | ----- | ------------ | ------- | ------------ |
| 16 de abril | 20:45 | Baré         | 1-1     | Rio Negro    |
| 20 de abril | 19:00 | São Raimundo | 0-0     | Baré         |
| 23 de abril | 20:45 | Rio Negro    | 2-2     | São Raimundo |

### Semifinales
| Fecha       | Hora  | Partido | Partido        | Partido          |
| ----------- | ----- | ------- | -------------- | ---------------- |
| 27 de abril | 17:00 | GAS     | 0-0 (5-3 pen.) | São Raimundo     |
| 27 de abril | 19:00 | Baré    | 5-1            | Atlético Roraima |

### Final
| Fecha     | Hora  | Partido | Partido | Partido |
| --------- | ----- | ------- | ------- | ------- |
| 1 de mayo | 17:00 | GAS     | 0-4     | Baré    |

### Campeón
| Taça Roraima 2019        |
| ------------------------ |
| Baré Campeón (?º título) |

## Final del campeonato
| 15 de mayo de 2019 | São Raimundo                | 2-1     | Baré        | Ribeirão, Boa Vista |             |
| 16:00              | Raí 73' · Kaio Fernando 84' | Reporte | Evandro 73' | Árbitro(s):         | Árbitro(s): |

| Campeón Campeonato Roraimense 2019     |
| -------------------------------------- |
| Boa Vista                              |
| São Raimundo (10º título - 4º consec.) |

## Goleadores
| Jugador          | Club             | Goles |
| ---------------- | ---------------- | ----- |
| Monga            | São Raimundo     | 6     |
| Marcos Felipe    | São Raimundo     | 5     |
| Romário          | Atlético Roraima | 4     |
| Acerola          | Atlético Roraima | 4     |
| Tiago Amazonense | Baré             | 4     |